# Ballymacelligott
Ballymacelligott is een plaats in het Ierse graafschap Kerry.